# 타카토 치아키
타카토 치아키(일본어: 鷹翔 千空 たかと ちあき[*], 5월 18일 - )는 다카라즈카 가극단 소라구미에 소속된 남역 스타이다.
시가현 쿠사츠시 출신, 현립히가시오오츠고등학교 출신이다. 키 175cm, 혈액형 A형, 애칭은 "콧티(こってぃ)"이다.

## 약력
2013년, 다카라즈카 음악학교에 입학
2015년, 다카라즈카 가극단 101기생으로 수석입단. 츠키구미 공연 「1789」로 초무대. 이후 소라구미에 배속.
2016년, 한큐한신 첫참배 포스터 모델로 기용
2018년, 마카제 스즈호ㆍ호시카제 마도카 톱 콤비 대극장 오히로메 공연 「하늘은 붉은 강가」로 신인공연 첫 주연. 입단 4년차때의 발탁.
2019년, 「오션스 11」으로 2번째 신인공연 주연.

## 인물
같은 시가현 출신인 전 호시구미 톱스타 아란 케이가 계기로, 다카라즈카에 빠지게 되고, 음악학교 수험을 결심했다.
예명은 음악학교 본과 시절, 쿠사츠에 돌아가던 때에 한자로 생각났다. "空"은 "공석"에서 연상하게 하여, 흥행 면에서는 꺼리는 글씨이지만, 자신이 5월에 태어나서 "가을(秋)"에서는 맥을 못추고, 시골의 넓은 하늘을 보고 번뜩였으므로, "空"이라 하였다.

## 주요 무대
| 기간 (월)       | 소속 | 제목                                       | 공연장                                 | 배역                                                       | 비고                                                                   |
| --------------- | ---- | ------------------------------------------ | -------------------------------------- | ---------------------------------------------------------- | ---------------------------------------------------------------------- |
| 2015년          |      |                                            |                                        |                                                            |                                                                        |
| 4 - 6           | 츠키 | 1789 -바스티유의 연인들-                   | 다카라즈카 대극장                      |                                                            | 초무대                                                                 |
| 8               | 소라 | 오이디푸스 왕                              | 바우홀                                 | 코로스                                                     | 전과 공연                                                              |
| 10 - 11         | 소라 | 멜랑콜릭 지고로                            | 전국투어                               |                                                            |                                                                        |
| 10 - 11         | 소라 | 시트러스의 바람                            | 전국투어                               |                                                            |                                                                        |
| 2016년          |      |                                            |                                        |                                                            |                                                                        |
| 1 - 3           | 소라 | Shakespeare ~하늘에 가득 차면 끝없는 말씨~ | 다카라즈카 대극장 도쿄 다카라즈카 극장 | 5월제의 남자(신인공연) / 일좌의 남자 (브루터스) (신인공연) |                                                                        |
| 1 - 3           | 소라 | HOT EYES!!                                 | 다카라즈카 대극장 도쿄 다카라즈카 극장 |                                                            |                                                                        |
| 5               | 소라 | 뱀파이어 석세션                            | 드라마시티 KAAT카나가와예술극장        |                                                            |                                                                        |
| 6               | 소라 | Bow Singing Workshop ~소라~                | 바우홀                                 |                                                            |                                                                        |
| 7 - 10          | 소라 | 엘리자베스 -사랑와 죽음의 론도-            | 다카라즈카 대극장 도쿄 다카라즈카 극장 | 루돌프 (신인공연)                                          | 본역 : 스미키 사야토 ㆍ소라하네 리쿠 ㆍ사쿠라기 미나토 (트리플 캐스트) |
| 2017년          |      |                                            |                                        |                                                            |                                                                        |
| 2 - 4           | 소라 | 왕비의 관 -Château de la Reine-            | 다카라즈카 대극장 도쿄 다카라즈카 극장 | 루이 14세 (신인공연)                                       | 본역 : 마카제 스즈호                                                   |
| 2 - 4           | 소라 | VIVA! FESTA!                               | 다카라즈카 대극장 도쿄 다카라즈카 극장 |                                                            |                                                                        |
| 6               | 소라 | 퍼셜 타임 트래블 시공 끝에                 | 바우홀                                 | 중세의 남자                                                |                                                                        |
| 8 - 11          | 소라 | 신들의 토지                                | 다카라즈카 대극장 도쿄 다카라즈카 극장 | 펠릭스 유수포프 (신인공연)                                 | 본역 : 마카제 스즈호                                                   |
| 8 - 11          | 소라 | 클래식 비쥬                                | 다카라즈카 대극장 도쿄 다카라즈카 극장 |                                                            |                                                                        |
| 2018년          |      |                                            |                                        |                                                            |                                                                        |
| 1               | 소라 | WEST SIDE STORY                            | 도쿄국제포럼                           | 제츠의 남자                                                |                                                                        |
| 3 - 6           | 소라 | 하늘은 붉은 강가                           | 다카라즈카 대극장 도쿄 다카라즈카 극장 | 소년 맥티와자 / 미탄니병 카일 무르실리 (신인공연)          | 본역 : 마카제 스즈호 신인공연 첫 주연                                  |
| 3 - 6           | 소라 | 시트러스의 바람                            | 다카라즈카 대극장 도쿄 다카라즈카 극장 |                                                            |                                                                        |
| 8               | 소라 | 허슬 메이츠!                               | 바우홀                                 |                                                            |                                                                        |
| 10 - 12         | 소라 | 백로의 성                                  | 다카라즈카 대극장 도쿄 다카라즈카 극장 |                                                            |                                                                        |
| 10 - 12         | 소라 | 이인들의 르네상스                          | 다카라즈카 대극장 도쿄 다카라즈카 극장 | 페루지노 (신인공연)                                        | 본역 : 스미키 사야토                                                   |
| 2019년          |      |                                            |                                        |                                                            |                                                                        |
| 2 - 3           | 소라 | 군도 -Die Räuber-                          | 드라마시티 일본청년관                  | 발하이트                                                   |                                                                        |
| 4 - 7           | 소라 | 오션스 11                                  | 다카라즈카 대극장 도쿄 다카라즈카 극장 | 타크 모로이 다니 오션 (신인공연)                           | 본역 : 마카제 스즈호 신인공연 주연                                     |
| 9               | 소라 | 릿츠 호텔만큼 큰 다이아몬드                | 바우홀                                 | 퍼시 그레이브스                                            |                                                                        |
| 11 - 2020년 2월 | 소라 | El Japón -이스파니아의 사무라이-           | 다카라즈카 대극장 도쿄 다카라즈카 극장 | 쿠로에몬 에리아스 (신인공연)                               | 본역 : 사쿠라기 미나토                                                 |
| 11 - 2020년 2월 | 소라 | 아쿠아비테!!                               | 다카라즈카 대극장 도쿄 다카라즈카 극장 |                                                            |                                                                        |
| 2020년          |      |                                            |                                        |                                                            |                                                                        |
| 8               | 소라 | 장려제 (壮麗帝)                            | 드라마시티                             | 아흐메트                                                   |                                                                        |
| 11 - 2021년 2월 | 소라 | 아나스타시아                               | 다카라즈카 대극장 도쿄 다카라즈카 극장 | 서비치                                                     |                                                                        |
| 2021년          |      |                                            |                                        |                                                            |                                                                        |
| 6 - 9           | 소라 | 셜록 홈즈 -The Game Is Afoot!-             | 다카라즈카 대극장 도쿄 다카라즈카 극장 | 세바스찬 모란 대좌제임스 모리아티 (신인공연)               | 본역 : 세리카 토아                                                     |
| 6 - 9           | 소라 | Délicieux -감미로운 파리-                  | 다카라즈카 대극장 도쿄 다카라즈카 극장 |                                                            |                                                                        |
| 11 - 12         | 소라 | 바론의 후예                                | 전국투어                               | 브린크리                                                   |                                                                        |
| 11 - 12         | 소라 | 아쿠아비테!!                               | 전국투어                               |                                                            |                                                                        |
| 2022년          |      |                                            |                                        |                                                            |                                                                        |
| 2 - 3           | 소라 | NEVER SAY GOODBYE                          | 다카라즈카 대극장                      | 베른                                                       |                                                                        |
| 4 - 5           | 소라 | NEVER SAY GOODBYE                          | 도쿄 다카라즈카 극장                   | 베른 비센트 로메로 (신인공연)                              | 본역 : 세리카 토아                                                     |

## 출연 이벤트
- 2016년 12월, 다카라즈카 스페셜 2016 『Music Succession to Next』 (코러스)
- 2018년 2월, 『소라구미 탄생 20주년 기념 이벤트』
- 2019년 7월, 『다카라즈카 파리제 2019』
- 2021년 4월, 호시카제 마도카 뮤직 살롱 『꿈꾸는 Madonna』

## TV 출연
- 2015년 9월, NHK 『경세제민의 남자 코바야시 이치조』후편 - 다카라즈카 가극단 단원

## 광고
- 2016년, 한큐한신 첫참배 포스터 모델